# Чорні Броди (зупинний пункт)
Чорні Броди (біл. Чорныя Брады) — зупинний пункт Могильовського відділення Білоруської залізниці в Октябрському районі Гомельської області. Розташований за 1,5 км на північний захід від села Чорні Броди; на лінії Бобруйськ — Рабкор, поміж зупинними пунктами Мошни і Заозерщина.